# Albert Maltz
Albert Maltz (Brooklyn, 28 d'octubre de 1908 − Los Angeles, 26 d'abril de 1985) fou un escriptor i guionista estatunidenc. Membre de Els Deu de Hollywood que estaven a la llista negra dels estudis de Hollywood.
Nascut a Brooklyn, Nova York, Maltz va ser educat a la Universitat de Colúmbia i l'Escola d'Art Dramàtic de Yale. Maltz treballa com a dramaturg per al Teatre de la Unió durant els anys 30 i va escriure el seu primer guió per a Hollywood el 1932. A la Unió Teatre coneix Margaret Larkin, amb qui es va casar el 1937. Va guanyar el 1938 a O. Henry Award per "L'Home més Feliç del Món", un conte publicat en Harper's Magazine. El 1944 va publicar la novel·la La Creu i la fletxa.
Pel seu guió per la pel·lícula de 1945 L'orgull dels marines, Maltz va ser nominat a un Oscar per guió adaptat. El 1948 va ser inclòs en una llista negra que vetava la seva participació en la indústria cinematogràfica, ja que va figurar entre els cèlebres deu de Hollywook que es van oposar inicialment al Comitè d'Activitats Antiamericanes. Maltz va ser finalment condemnat a presó i hi complí condemna des del 28 de juny de 1950 fins al 3 d'abril de 1951. Després va emigrar a Mèxic i no va tornar fins molt de temps després. Va guanyar el 1951 Writers Guild of America Award. Millor Drama nord-americà escrit pel seu guió Broken Arrow. No obstant això, a causa de la seva perteneixença a la llista negra, companys guionistes com Michael Blankfort no van posar el seu nom en el guió com l'única manera d'aconseguir fer-lo acceptat per cap dels estudis cinematogràfics de Hollywood. Com a tal, Blankfort va ser nomenat el guanyador fins que les coses es van fer adequades per a Maltz, encara que a títol pòstum, el 1997, el Gremi de Guionistes dels Estats Units va votar unànimement per restablir el crèdit en pantalla a aquells que havien estat inclosos en llistes negres.
Albert Maltz va morir a Los Angeles, Califòrnia el 1985, de 76 anys.

## Filmografia
- Two Mules for Sister Sara (1970)
- The Robe (1953) (no acreditat)
- Broken Arrow (1950) (no acreditat)
- The Naked City (1948)
- The Red House (1947)
- Cloak and Dagger (1946)
- Mildred Pierce (1945) (no acreditat)
- Pride of the Marines (1945)
- The House I Live In (1945)
- This Gun for Hire (1942)